# 光明乡 (井冈山市)
光明乡，是中华人民共和国江西省吉安市井冈山市下辖的一个乡镇级行政单位。

## 行政区划
光明乡下辖以下地区：
下七村、汉头村、光明村、上七村、洪坪村和杨坑村。
下七中学位于上七村。